# Walter Le Moli
Walter Le Moli (Palmi, 1947) è un regista teatrale italiano.

## Biografia
Inizia il lavoro teatrale nel 1965. Nel 1970 è tra i fondatori del Collettivo di Parma, divenuto nel 1983 Teatro Due (primo Teatro Stabile Privato d’interesse pubblico) e infine Fondazione Teatro Due nel 2000.
Tra il 1980 e il 1998 è direttore e poi presidente del Teatro Due di Parma, nel 1997-98 Consigliere della Biennale di Venezia, dal 1998 al 2002 presidente dell'Istituto Nazionale del Dramma Antico, dal 2002 al 2007 Direttore Artistico della Fondazione Teatro Stabile di Torino, dal 2006 al 2010 Presidente del Conservatorio Frescobaldi di Ferrara. È stato tra i fondatori della Scuola dell'Opera Italiana nata a Bologna nel 2008 e inoltre presidente del Comitato di coordinamento delle attività teatrali di prosa dell'Agis nazionale nonché componente del Consiglio Nazionale dello Spettacolo.
Nel Giubileo del 2000 ha progettato e realizzato per Inda la riapertura del Colosseo con il trittico sofocleo Edipo Re, Antigone, Edipo a Colono affidati rispettivamente al Teatro Nazionale Greco, al Dramatic Arts Center di Teheran e al Teatro Cameri di Tel Aviv. Nel 2001 è Sovrintendente delle Celebrazioni per il centenario della morte di Giuseppe Verdi. Nel 2006 ha ideato con Luca Ronconi il “Progetto Domani” per i giochi delle Olimpiadi Invernali a Torino.
Ha promosso e seguito: il recupero e la progettazione del complesso plurisala del Teatro Due di Parma; il recupero a Torino del Teatro Astra e la trasformazione del Teatro Vittoria; la fase di completamento della ristrutturazione a multisala teatrale delle ex Fonderie Limone di Moncalieri e il fondamentale restauro e ridisegno funzionale dello storico Teatro Carignano di Torino. Dal 2001 al 2016 è Direttore della Laurea Magistrale in Scienze e Tecniche del Teatro presso l'Università IUAV di Venezia dove dal 2007 gli è conferita la cattedra di Professore Straordinario con l'incarico di ricerca e studio sulla relazione tra teatro musicale e di prosa.
Tra gli autori teatrali di cui ha curato la regia si ricordano: Jean Genet, Franz Wedekind, Peter Weiss, Jean Paul Sartre, Eugene Ionesco, Boris Vian, Manfred Karge, Anton Čechov, William Shakespeare, Omero, Ghiannis Ritsos, Giacomo Leopardi, Sofocle, Molière, Carlo Goldoni, Odon von Horvath, Herbert Achternbusch, John Osborne, Thomas Middleton, Bernard Shaw, Israel Horovitz, Georges Feydeau, August Strindberg, Arthur Schnitzler, Hugo von Hofmannsthal, Nikos Kazantzakis. Diverse le regie d’opera fra le quali: Jenufa (Leos Janacek) al Teatro San Carlo di Napoli con la direzione di Vladimir Jurowski; Così fan tutte (Wolfgang Amadeus Mozart), Trittico (Giacomo Puccini) e Rigoletto (Giuseppe Verdi) al Teatro Mariinskij di San Pietroburgo con la direzione di Gianandrea Noseda; Il Console (Gian Carlo Menotti) al Teatro Regio di Torino con la direzione di Mark Stringer; Lucia di Lammermoor (Gaetano Donizetti) diretto da Antonello Allemandi e La rondine (Giacomo Puccini) diretto da José Cura al Teatro Comunale di Bologna. Nell'agosto 2008 ha realizzato in prima mondiale il Sogno di una notte di mezza estate di Shakespeare per il Festival di Stresa, con l'esecuzione integrale delle musiche di scena di Felix Mendelssohn Bartholdy diretta da Gianandrea Noseda, da cui è seguita una seconda edizione nel gennaio 2010 al Teatro Regio di Parma, con la direzione di Yuri Temirkanov nonché nel luglio 2011 al Gran Teatro La Fenice di Venezia una terza edizione, con la direzione di Gabriele Ferro e infine per l'inaugurazione dell'Arena Shakespeare del Teatro Due di Parma con la direzione di Noris Borgogelli. Dopo le molte edizioni di Marat-Sade e successivamente le opere Didone (di Francesco Cavalli e Francesco Busenello) ed Ercole sul Termodonte e Bajazet (di Antonio Vivaldi) - allestite nel contesto IUAV per La Fenice (Sovrintendente Gian Paolo Vianello) - nel 2019 collabora nuovamente con Fabio Biondi per Il Ritorno di Ulisse in Patria (di Claudio Monteverdi e Giacomo Badoaro) all’Helbphilarmonie di Amburgo e nel 2021 in occasione di Parma Capitale italiana della Cultura, per Il Trionfo del Tempo e del Disinganno (di Georg Friedrich Händel e Benedetto Pamphili) eseguita e rappresentata sul presbiterio della Chiesa abbaziale benedettina di San Giovanni affrescata precisamente mezzo millennio prima da Antonio Allegri da Correggio.

## Attore
- 1967 - Uccellacci e Uccellini di Pier Paolo Pasolini. Regia di Bogdan Jerkovic, Biennale di Venezia
- 1970 - La grande paura, creazione e regia del Collettivo teatrale di Parma
- 1971 - Il re è nudo di Evgenij Schwarz. Regia di B. Jerkovic
- 1973 - La colpa è sempre del diavolo di Dario Fo. Regia di B. Jerkovic
- 1974 - Il figlio di Pulcinella di Eduardo De Filippo. Regia di B. Jerkovic
- 1976 - Romanzo Criminale di R. V. Philes, regia di B. Jerkovic
- 1977 - Il Quinto Stato di G. Andreoli, regia di B. Jerkovic
- 1978 - Gargantua e Pantagruel da Rabelais, regia di B. Jerkovic
- 1978 - 1908? (film) di Giampaolo Bocelli. Regia B. Jerkovic, RAI
- 1979 - I viaggi straordinari di Giulio Verne di G. Andreoli, regia di B. Jerkovic

## Regie di prosa teatrale
- 1981	- Le Serve di Jean Genet
- 1983	- Quo, creazione senza parole (incidental music)
- 1985	- Marat-Sade di Peter Weiss e Le Quattro Stagioni di Vivaldi (incidental music). Orchestra Europa Galante diretta da Fabio Biondi
- Iliade, Libro XXIV, musiche di Alessandro Nidi, violino solista Fabio Biondi, Teatro Farnese (incidental music) con Tania Rocchetta
- Le ricordanze di Giacomo Leopardi e Quarta Sinfonia di Gustav Mahler, Recanati (incidental music) con Tania Rocchetta
- 1986	-	 Lulu – Lo spirito della terra e Il vaso di Pandora di Frank Wedekind
- Marat-Sade. La Persécution et l'Assassinat de Jean-Paul Marat représentés par le groupe théâtral de l'hospice de Charenton sous la direction de Monsieur de Sade di Peter Weiss e Le Quattro Stagioni di Vivaldi (incidental music). Orchestra “Europa Galante” diretta da Fabio Biondi; traduzione Jean Baudrillard; con David Warrilow, Daniel Emilfork, Evelyne Didi, André Wilms, Michèlle Goddet; MC93 Bobigny-Paris
- 1987	-	Line (La fila) di Israel Horovitz
- 1988	-	Quando incomincia lo spettacolo di Daniele Abbado (da autori vari), creazione
- Tartufo di Moliere, con Paola Borboni, Giovanna Bozzolo, Renato Padoan
- 1989	-	Max Gericke. La più gran parte della vita è vita passata, menomale di Manfred Karge, traduzione di Walter Le Moli, con Elisabetta Pozzi
- Il Gabbiano di Anton Čechov (incidental music) con Elisabetta Pozzi, Moni Ovadia, Francesco Migliaccio, Michetta Farinelli, Giancarlo Ilari, Gigi Dall’Aglio, Marcello Vazzoler, Tania Rocchetta, Paolo Bocelli
- 1990	-	Elena di Ghiannis Ritsos con Elisabetta Pozzi
- Basta per oggi! Conversation des idiots, creazione di Michel Deutsch, Georges Didi-Huberman e autori vari;  con Charles Berling, Caroline Chaniolleau, Evelyne Didi, Michèle Foucher, Giancarlo Ilari, Hélène Lapiower, Gregoire Oestermann, Pascaline Pontillart, Elisabetta Pozzi, Hubert Saint Macary, Christèle Wurmser; Festival d’Avignone
- 1991	-	I Giganti della montagna di Luigi Pirandello con Sergio Fantoni, Elisabetta Pozzi, Barbara Valmorin, Francesco Siciliano, Tania Rocchetta
- 1992	-	I sequestrati di Altona di Jean Paul Sartre con Sergio Fantoni, Elisabetta Pozzi, Bruna Rossi, Franco Castellano, Pietro di Jorio
- 1994	-	Gust di Herbert Achternbusch con Franco Castellano
- 1995	-	Marat-Sade di Peter Weiss e Le Quattro Stagioni di Vivaldi (incidental music). Orchestra Europa Galante diretta da Fabio Biondi, II edizione
- 1997	-	Romeo e Giulietta di William Shakespeare
- 1998	-	Donna armata - Giovanna d’Arco - Passione e morte in nove stazioni, di Luca Fontana (adattamento dagli Atti del processo) con Stefania Rocca, Cosimo Cinieri
- 1999	-	Ricorda con rabbia di John Osborne con Francesco Siciliano, Lea Karen Gramsdorff, Massimo Poggio, Alessia Innocenti
- Delirio a due di Eugène Ionesco, Elisabetta Pozzi, Franco Castellano
- 2000	-	Ciò esula di Ludovica Ripa di Meana, musica Franco Piccolo (incidental music) con Elisabetta Pozzi
- 2001	-	La signora dalle scarpe strette di Vittorio Franceschi con Elisabetta Pozzi, Ruggero Cara, Nicola Alcozer, Vittorio Franceschi (incidental music)
- George Dandin ovvero il marito umiliato di Molière traduzione di Luca Fontana, con Roberto Abbati, Paola De Crescenzo, Paolo Bocelli, Tania Rocchetta, Andrea Benedet, Laura Cleri, Francesco Siciliano, Cristina Cattellani, Karina Arutyunyan.
- 2002 Amleto di William Shakespeare, traduzione Luca Fontana, Teatro Farnese Parma, con Elisabetta Pozzi, Mauro Avogadro, Mariangela D’Abbraccio, Gigi Dall’Aglio, Francesco Migliaccio, Giovanna Di Rauso, Roberto Abbati, Ruggero Cara, Nicola Alcozer, Cosimo Cinieri, Giancarlo Condé, Maurizio Rippa
- Elena di Ghiannis Ritsos traduzione di Nicola Crocetti, con Elisabetta Pozzi II edizione
- 2005	-	Marat-Sade di Peter Weiss e Le Quattro Stagioni di Vivaldi, (incidental music). Orchestra Europa Galante diretta da Fabio Biondi, III edizione
- 2007	-	Antigone di Sofocle, traduzione Massimo Cacciari, con Elia Schilton, Paola De Crescenzo, Franca Penone, Giancarlo Ilari, Fausto Cabra, Marco Toloni, Nanni Tormen, Maria Grazia Solano, Valentina Bartolo, Francesco Rossini, Enzo Curcurù, Lino Guanciale, Alberto Onofrietti
- The Changeling (Gli incostanti) di Thomas Middleton e William Rowley, traduzione Luca Fontana, con Alessandro Averone, Paola De Crescenzo, Nanni Tormen, Marco Toloni, Maria Grazia Solano
- 2008	-	Sogno della notte d’estate di W. Shakespeare in collaborazione con D.A.N.C.E. (programma dell’Unione Europea per la formazione di danzatori: direzione artistica di Frédéric Flamand, William Forsythe, Wayne McGregor e Angelin Preljocaj)
- Didone di Giovan Francesco Busenello, (versione non in musica), percussioni Danilo Grassi
- 2009	-	Max Gericke. La più gran parte della vita è vita passata, menomale di Mandfred Karge, traduzione Walter Le Moli, con Elisabetta Pozzi II edizione
- 2010	-	Generali a merenda di Boris Vian
- 2011	-	La Fila (Line) di Israel Horovitz (II edizione) con Alessandro Averone, Luca Nucera, Paola De Crescenzo, Sergio Filippa, Massimiliano Sbarsi
- Molto rumore per nulla di William Shakespeare, traduzione Luca Fontana (incidental music). Con Tania Rocchetta, Nanni Tormen, Paolo Bocelli, Paola De Crescenzo, Laura Cleri, Cristina Cattellani, Francesca Porrini, Paolo Serra, Massimiliano Sbarsi, Luca Nucera, Alessandro Averone, Francesco Gerardi, Gianluca Parma, Nicola Alcozer, Gigi Dall'Aglio, Massimiliano Sozzi, Sergio Filippa, Luca Criscuoli. Adattamenti musicali Alessandro Nidi, musicisti Pietro Aimi, Paolo Panigari, Fabio Amadasi, Micro Reggiani, Gabriele Anversa.
- Così fan tutti, creazione (da Henry Becque, Charles Dickens, Francis Picabia e altri)
- 2012	-	Kurt Weill – Songs Opera da tre soldi, creazione con Nevruz e Nextime Ensemble, direttore Danilo Grassi
- La voce umana di Jean Cocteau, con Mascia Musy
- 2013	-	Come lui mentì al marito di lei di George Bernard Shaw
- Fiabe del bosco viennese di Ödön von Horváth, con Cristina Cattellani, Laura Cleri, Paola De Crescenzo, Marco De Marco, Raffaele Esposito, Sergio Filippa, Francesco Gerardi, Luca Nucera, Tania Rocchetta, Federica Sandrini, Massimiliano Sbarsi, Paolo Serra, Nanni Tormen e con Sabina Borelli, Camilla Nervi, Anna Laura Penna,
- 2014	-	Gioventù senza Dio di Ödön von Horváth con Raffaele Esposito e Emanuele Vezzoli
- Fede, Amore, Speranza di Ödön von Horváth con Paola De Crescenzo, Francesco Gerardi, Massimiliano Sbarsi, Luca Nucera, Nanni Tormen, Laura Cleri, Cristina Cattellani, Sergio Filippa
- Progetto Ritsos. Agamennone, Aiace, Fedra, Persefone, Oreste, Delfi, Filottete, Crisotemi di Ghiannis Ritsos, traduzione Nicola Crocetti, con Emanuele Vezzoli, Raffaele Esposito, Bruna Rossi, Paola De Crescenzo, Massimiliano Sbarsi, Nanni Tormen, Luca Nucera, Cristina Cattellani
- 2015	-	L’uomo di Paglia di Georges Feydeau, con Emanuele Vezzoli, Massimiliano Sbarsi
- La Locandiera di Carlo Goldoni, con Cristina Cattellani, Laura Cleri, Paola De Crescenzo, Sergio Filippa, Luca Nucera, Massimiliano Sbarsi, Nanni Tormen, Emanuele Vezzoli. costumi e spazio scenico Gianluca Falaschi
- 2016	-	Mademoiselle Julie di August Strindberg con Sara Putignano, Raffaele Esposito, Ilaria Falini
- 2017	-	Il Malato immaginario di Molière con Massimiliano Sbarsi, Cristina Cattellani, Paola De Crescenzo, Emanuele Vezzoli, Luca Nucera, Nanni Tormen, Sergio Filippa, Laura Cleri. Spazio scenico Luca Pignatelli, costumi Gianluca Falaschi luci, musiche Bruno De Franceschi
- Le interviste impossibili di autori vari, con Tommaso Ragno, Paola De Crescenzo, Raffaele Esposito, Cristina Cattellani, Bruna Rossi, Michele de’ Marchi, Nanni Tormen, Dino Lopardo, Carlo Sella, Francesca Tripaldi, Carola Stagnaro, Paolo Bocelli, Laura Cleri, Luca Nucera, Emanuele Vezzoli, Massimiliano Sbarsi, Davide Gagliardini, Fiorella Ceccacci Rubino, Marcello Vazzoler, Giancarlo Condè
- Jedermann – Il dramma della morte del ricco di Hugo Von Hoffmannsthal
- Odissea di Nikos Kazantzakis, traduzione Nicola Crocetti, musiche originali composte ed eseguite da Orazio Sciortino (incidental music) con Tommaso Ragno
- 2018  -           Girotondo Kabarett di Arthur Schnitzler (incidental music) con Cristina Violetta Latte, Davide Gagliardini, Ilaria Falini, Luca Nucera, Paola De Crescenzo, Massimiliano Sbarsi, Maria Laura Palmeri, Emanuele Vezzoli, Carola Stagnaro, Nanni Tormen, Marcello Vazzoler, Francesca Tripaldi, Carlo Sella, Laura Cleri, Cristina Cattellani, Marcello Vazzoler. Musiche a cura di Alessandro Nidi, con Kleine Kabarett Orchestra (Simona Cazzulani, Alessandra Mauro, Giorgia Marra, Anna Vita, Maria Veronica Bigliardi) e con Fiorella Ceccacci Rubino e Lisa La Pietra

- 2019  -           Cabaret des Artistes, dieci ore in omaggio ai Monty Python, creazione, con Cristina Cattellani, Laura Cleri, Paola De Crescenzo, Davide Gagliardini, Luca Nucera, Massimiliano Sbarsi, Nanni Tormen, Emanuele Vezzoli, Nicola Nicchi, Carlo Sella, Francesca Tripaldi e con Roberta Bonora, Alessio Del Mastro, Ilaria Mustardino, Chiara Sarcona, Maria Sessa. Musiche Alessandro Nidi (incidental music), con Kleine Kabarett Orchestra. Il gatto nero (tema I: Hard Time - tema II: Politica); La formica nuda (tema III: Sono le Arti, bellezza! - tema IV: Morte); L’asino che ride (tema V: Volver - tema VI: Philosophia); Il pappagallo morto (tema VII: Cibo o il fiero pasto - tema VIII: Amore); Il bue sul tetto (tema IX: Medici o il giuramento d’Ippocrate - tema X:  Ratatouille o We’re going home)

- 2021  -           La rete del Mito di e con Maurizio Bettini, regia video Lucrezia Le Moli, con Cristina Cattellani, Laura Cleri, Paola De Crescenzo, Davide Gagliardini, Luca Nucera, Massimiliano Sbarsi, Nanni Tormen, Emanuele Vezzoli. Edipo la colpa, Elena la bellezza, Oreste il processo, Alcesti la vita. Quattro incontri per guardare alla nostra cultura attraverso le maglie della mitologia classica.

## Regia Opera
- 1995  -           Pierrot Lunaire di Arnold Schoenberg, con Maddalena Crippa Orchestra “Sinfonica dell’Emilia-Romagna”, Direttore Denise Fedeli, Teatro Due di Parma e Festival di Edimburgo (1996)

- 2000  -           Jenufa di L. Janacek, Teatro San Carlo di Napoli, Direttore Vladimir Jurowski; con Raina Kabaivanska, Gwyne Geyer, Alexander Fedin, Ian Storey

- 2001  -           Don Carlo di G. Verdi, Teatro San Carlo di Napoli, Direttore G. Ferro con Jose van Dam, Dimitra Theodossiou, Vincenzo La Scola, Leo Nucci, Ildiko Komlosi, Vladimir Vaneev, Michaela Dinu, Mauro Buffoli

- 2002  -           Così fan tutte di Mozart, Teatro Mariinski  di San Pietroburgo,  Direttore Gianandrea Noseda

- 2003  -           Trittico di G. Puccini, Teatro Mariinski di San Pietroburgo,  Direttore G. Noseda

- 2004  -           Attila di G. Verdi, Teatro La Fenice di Venezia, Direttore M. Viotti con Michele Pertusi, Alberto Mastromarino, Dimitra Theodossiou, Kaludi Kaludow; Laboratorio integrato di regia, scene e costumi IUAV Laboratorio integrato di regia, scene e costumi, IUAV

- 2005  -           Rigoletto di G.Verdi, Teatro Mariinski di San Pietroburgo,  Direttore G. Noseda

- 2006 Il Console di Gian Carlo Menotti, Teatro Regio di Torino, Direttore M. Stringer con Raffaella Angeletti, Vladimir Stoyanov, Ursula Ferri, Stefanie Irànyi, Mark Milhofer, Marcello Lippi, Panajotis Iconomou, Patrizia Porzio, Elena Berera, Monica Minarelli, Enrico Marabelli
- Didone di F. Cavalli, Teatro La Fenice, Direttore F. Biondi con Claron McFadden, Magnus Staveland, Jordi Domènech, Manuela Custer, Marina De Liso, Donatella Lombardi, Isabel Alvarez, Antonio Lozano, Gian Luca Zoccatelli, Filippo Morace, Maria Grazia Schiavo, Roberto Abbondanza; Laboratorio integrato di regia, scene e costumi IUAV

- Sogno della notte d’estate di W. Shakespeare e F. Mendelssohn. prima rappresentazione mondiale, 46° Stresa Festival e Teatro Regio di Torino, Direttore Gianandrea Noseda, Orchestra e Coro del Teatro Regio di Torino, traduzione metrica Luca Fontana, con Francesco Acquaroli, Alessandro Averone, Valentina Bartolo, Paolo Bocelli, Federica Bognetti, Fausto Cabra, Roberta Calìa, Paola De Crescenzo, Sergio Filippa, Pablo Franchini, Diego Iannacone, Francesco Martino, Franca Penone, Paolo Paolini, Maurizio Rippa, Paolo Romano, Francesca Simonetti, Maria Grazia Solano, Antonio Tintis, Marco Toloni, Nanni Tormen, Marcello Vazzoler.

- 2007  -           Lucia di Lammermoor di G. Donizetti, Teatro Comunale di Bologna, Direttore A. Allemandi Teatro Comunale di Bologna, Direttore Antonello Allemandi; con Désirée Rancatore, Francesco Meli, Giorgio Caoduro, Nicola Ulivieri, Ivan Magro, Elena Borin

- Ercole sul Termodonte di Antonio Vivaldi, Teatro La Fenice, Direttore Fabio Biondi, Orchestra Europa Galante; con Romina Basso, Roberta Invernizzi, Emanuela Galli, Stefanie Irànyi, Carlo Allemano, Jordi Domènech, Laura Polverelli, Mark Milhofer; Laboratorio integrato di regia, scene e costumi IUAV
- Bajazet di Antonio Vivaldi, Teatro La Fenice, Direttore Fabio Biondi, Orchestra Europa Galante; con Daniela Barcellona, Christian Senn, Marina De Liso, Lucia Cirillo, Carlo Allemano, Vivica Genaux, Maria Grazia Schiavo; Laboratorio integrato di regia, scene e costumi, IUAV

- La Didone di G. Cavalli, Direttore F. Biondi, Orchestra Europa Galante, Teatro alla Scala, produzione Teatro La Fenice, con Claron McFadden, Magnus Staveland, Jordi Domènech, Manuela Custer, Marina De Liso, Donatella Lombardi, Isabel Alvarez, Antonio Lozano, Gian Luca Zoccatelli, Filippo Morace, Maria Grazia Schiavo, Roberto Abbondanza; Laboratorio integrato di regia, scene e costumi IUAV (II edizione)

- 2009  -           La rondine di G. Puccini, Teatro Comunale di Bologna, Direttore José Cura Coro e Orchestra del Teatro Comunale di Bologna, con Svetla Vassileva, Francesca Pacileo, Giuseppina Bridelli; Scuola dell’Opera di Bologna

- 2010  -           Sogno di una notte d’estate di W. Shakespeare e F. Mendelssohn, Teatro Regio di Parma, Direttore Y. Temirkanov, Coro e Orchestra del Teatro regio di Parma con Alessandro Averone, Paola De Crescenzo, Luca Nucera, Federica Bognetti, Ferderica Vai, Ippolita Baldini, Cristina Cattellani, Francesco Gerardi, Gianluca Parma, Massimiliano Sozzi, Antonio Tintis, Nanni Tormen, Massimiliano Sbarsi, Filippo Gessi, Marco de Marco, Sergio Filippa (II edizione)

- 2011  -           Sogno di una notte d’estate di W. Shakespeare e F. Mendelssohn, Teatro La Fenice, Direttore Gabriele Ferro, Coro e Orchestra del Teatro La Fenice (III edizione)
- 2017  -           Sogno di una notte d’estate di W. Shakespeare e F. Mendelssohn Arena Shakespeare Parma, Orchestra Arturo Toscanini, Direttore Noris Borgogelli (IV edizione)
- Dittico buffo: Fidalba e Artabano, Serpilla e Bacocco, intermedi di Giovanni Alberto Ristori e Giuseppe Maria Orlandini, Festival Purtimiro, Teatro Rossini di Lugo, Direttore Rinaldo Alessandrini; con Daniela Pini, Filippo Morace, Lavinia Bini

- 2018  -           Molto rumore per nulla di W. Shakespeare e E. W. Korngold. Arena Shakespeare Parma, Orchestra Arturo Toscanini, Direttore Marco Seco (incidental music)

- 2019  -           Il ritorno di Ulisse in patria di Claudio Monteverdi, Helbphilarmonie di Amburgo, Orchestra Europa Galante, Coro Costanzo Porta, Direttore Fabio Biondi, con Furio Zanasi, Sara Mingardo Ewa Leszczyńska Matheus Pompeu Giuseppina Bridelli, Roberto Abbondanza, Moisés Marín García, Karen Gardeazabal, Mirko Guadagnini, Francesco Marsiglia, Olga Syniakova, Tarik Bousselma, Roberta Invernizzi, Fabrizio Beggi, Martin Vanberg

- 2021  -           Il Trionfo del Tempo e del Disinganno di Benedetto Pahmphili e Georg Friedrich Händel, Orchestra Europa Galante, Direttore Fabio Biondi; con Francesca Lombardi Mazzulli, Arianna Rinaldi, Francesco Marsiglia, Vivica Genaux; Abbazia del Monastero di San Giovanni, Parma Capitale italiana della Cultura 20+21

## Ruoli professionali e organizzativi
Direttore, Presidente Teatro Due di Parma (1980-1998). Presidente nazionale del Teatro di Prosa dell’Agis (1996-1998). Consigliere della Biennale di Venezia (1997-1998) Sovrintendente alle Celebrazioni per il centenario di G. Verdi (2000-2001)  Presidente dell’Istituto Nazionale del Dramma Antico di Siracusa (1998-2002) Presidente del Conservatorio Frescobaldi di Ferrara (2006-2010) Direttore del Teatro Stabile di Torino (2002-2007) Direttore della Laurea Magistrale in Scienze e Tecniche del Teatro dell’Università IUAV di Venezia (2001-2016)
"Fiabe del bosco viennese", "Gioventù senza Dio" e "Fede, Amore, Speranza".